# 牛渡川
牛渡川（うしわたりがわ）は、山形県飽海郡遊佐町を流れる月光川水系の河川である。

## 地理
山形県飽海郡遊佐町を流れる全長4kmほどの短い川で、遊佐町北部の秋田県との県境付近に源を発する。山形県道210号鳥海公園吹浦線（通称：鳥海ブルーライン）に沿う形で南西に流れ、月光川の河口から2,3km程度上流のところで月光川に合流する。

## 生物
水源の殆どが湧水で水温が一定に保たれ、透明度が高く、川には（イバラトミヨ等）多様な種が生息している。時期になるとサケが産卵のため遡上し、鳥海山の裾野の湧水を利用したサケの孵化事業が行われている。